# Gaoliang
Gaoliang (chiń. upr. 高粱酒; chiń. trad. 高粱酒; pinyin gāoliáng jǐu) – rodzaj wódki wytwarzanej z uprawianego w Chinach i szerzej, w Azji Wschodniej, odmiany sorga, przeważnie sorga japońskiego. 